# Tóth András (szobrász)
Tóth András (Simánd, 1858. szeptember 8. – Debrecen, 1929. március 14.) magyar szobrász, Tóth Árpád költő édesapja.

## Családja
Tóth Árpád költő édesapja, Ladányi Ferenc színész anyai, Tóth Eszter költőnő apai nagyapja, Ladányi Katalin műfordító és Hollós Máté zeneszerző dédapja.

## Élete

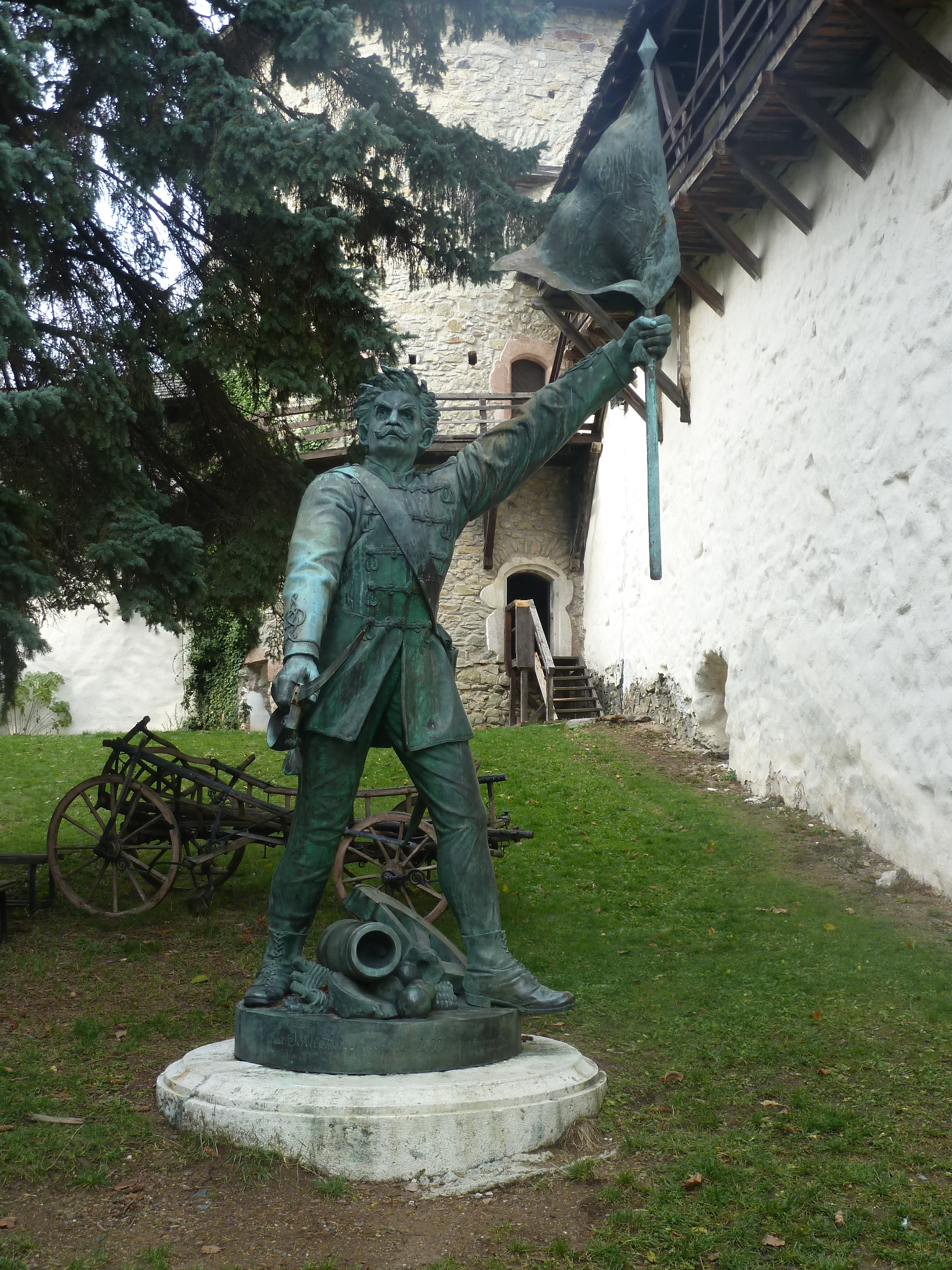
Honvéd szobor a selmecbányai óvár udvarán

Tóth Mihály és Nagy Zsuzsanna gyermekeként született. Szegény sorsú gyermek volt, elemi iskola tanulmányait Aradon végezte. 12 éves korában egy helyi lakatosmesternél tanult két évig, majd egy asztalosműhelyben dolgozott, 18 évesen egy képfaragó mesternek lett a segédje. Ezután Győrön és Pozsonyon keresztül Bécsbe ment, ahol tanulni szeretett volna, de mivel a német nyelvet nem tudta elsajátítani, 1880-ban visszatért Aradra. Ugyanabban az évben fafaragványaival műipari kiállításon díjat nyert. 200 forint állami ösztöndíj segítségével iratkozott be az ipariművészeti iskolába, ahol építészeti rajzot és agyagmintázást tanult. Ezután megint Bécsben próbálkozott, de miután ott nem tudott megélni, visszament Aradra. Az 1885-ös ipartestületi kiállításon újból díjat nyert, és kiváltotta szobrásziparosi igazolványát. 1885. június 23-án Aradon feleségül vette Molnár Esztert.
1885-től pályája íve emelkedett, Aradon egyaránt készített portrészobrokat és színpadi díszleteket. 1889 tavaszán Debrecenbe költözött, haláláig ott is élt. Műhelyében csak családtagjai dolgoztak, idegen személyt nem vett fel. 1894-ben a kolozsvári Mátyás-szobor pályázaton munkáját 600 koronával jutalmazták (az első díjat Fadrusz János nyerte). 1895-ben Strobl Alajos tanítványa volt Budapesten, őnála mintázta az Igazságügyi Minisztérium Hadászat és Építészet című allegorikus szobrát. Puszta Fia című szobrát József főhercegnek ajánlja fel, ez az alcsúti kastély előcsarnokában kapott helyet. 1896-ban Pányvavető Csikósával dicséretet nyert a lyoni kiállításon.
Debrecenben elsősorban a Csokonai Kör foglalkoztatta. Ő készítette el Szilágyi István pedagógus mellszobrát, melyet Máramarosszigeten lepleztek le 1899-ben. Ő készítette Amerika számára az első Kossuth Lajos-szobrot. 1902-ben Szabadságszobrot készített Debrecen számára, ám ezt a művét élesen bírálta a szakmai kritika és ennek hatására a helyi publicisztika is, minek következtében a hatóság leromboltatta a kontármunkának minősített emlékművet. Ettől fogva magával meghasonlott, komor emberré lett, s mindez a családja életére is nyomasztóan hatott, ugyanis a hivatalosan is kontárrá minősített művésznek újabb megrendelésekre nem volt kilátása. 1919-ben lebontották a selmecbányai Honvédemlék c. szobrát is.
1929. március 14-én délután 4 órakor agyvérzésben hunyt el.
Számos Kossuth-szobra ismert (Nagyszalonta, Nagykőrös, Cleveland, /Ohio/), Kismarján egy Bocskai István-szobra látható. Néhány kisebb alkotása megtekinthető a debreceni Déri Múzeumban. Munkássága az épületdíszítésre is kiterjedt, számos általa díszített ház áll Debrecenben (Piac utca, Mester utca, Hatvan utca egyes épületei).

## Ady Endre Tóth Andrásról
„Nagyszalontán vasárnap leplezik le nagy ünnepségek mellett Kossuth Lajos szobrát. Az ünnep majdnem országra szóló lesz. Nagyváradról is igen sokan fognak az ünnepélyen lenni. A szobor Tóth András munkája. Erről a művészemberről érdemes néhány bemutató sort írni, a nagyváradi közönség alig ismeri, pedig ő már dolgozik a Szacsvay-szobor mintázatán, mellyel pályázni akar s valamikor Nagyvárad valamelyik közterét van hivatva díszíteni. Tóth András kuruc magyar ember, a megihletett magyarok dacos, erős tehetségével. A nagy erejét igazolja, hogy egyszerű iparosból küzdötte fel magát s hogy a kolozsvári Mátyás-szoborpályázaton Fadrusz, a szintén iparosból lett nagy magyar szobrász mellett ő pályázhatott legsikerültebb munkával. A nagy tehetségét bizonyítja az is, hogy Debrecenben, ahol lakik, s amelyiknek földje leghálátlanabb talaj íróművész lelkeknek, ő fokozódó ambícióval, ihletéssel teremt, dolgozik. Az országban már áll egynéhány szobra, melyek közül valóságos szenzációt keltett a selmecbányai honvédemlék. E mellett szerény, igen szerény ember Tóth András. Csupa naiv, gyermekes hit és lelkesedés, mint amilyen minden igazi nagy teremtőlelkű művészember. Ami pedig a piaci értékelést illeti, hát Tóth András olcsó ember is. A nagyszalontai szobrot annyiért készítette el, amennyiért elkapatott fővárosi szobrászok szóba sem állottak volna. Mindeme tulajdonságai mellett pedig mit sem arrogál magának. A leleplezési ünnepeken valósággal elrejtőzik a derék művész, akit szívesen mutattunk be most a közönségnek. Annyira szerény – ami nagy szó ebben a korban –, még ordóra sem éhes. Amit különben bajosan is nyerhetne el olyan ember, ki Kossuth- és Szacsvay-szobrokat farag kuruc szívvel és érzéssel.”